# Forshaga (commune)
La commune de Forshaga est une commune suédoise du comté de Värmland. Environ 11480  personnes y vivent (2020). Son chef-lieu se situe à Forshaga.

## Localités principales
- Deje
- Dyvelsten
- Forshaga
- Tjärnheden